# يوجين أندرو غوردون
يوجين أندرو غوردون (بالإنجليزية: Eugene Andrew Gordon)‏ هو محامي وقاضي أمريكي، ولد في 10 يوليو 1917 في Browns Summit, North Carolina ‏ في الولايات المتحدة، وتوفي في 4 مايو 2002.